# Provincia de Molucas septentrionales
Molucas Septentrionales (en indonesio: Maluku Utara) es una provincia de la República de Indonesia. Abarca la parte norte de las islas Molucas, que se dividió entre esta provincia y la provincia de Molucas. La capital prevista para esta provincia era Sofifi, en Halmahera, pero la actual capital y con población más abundante es Ternate.
Con la llegada de los conquistadores europeos, a inicios del siglo XVI, las islas de las Molucas del Norte fueron conocidas como las Islas de las Especias debido a que esa región era la única fuente de nuez moscada y clavo de olor a nivel mundial. Los neerlandeses, portugueses, españoles y los sultanatos locales de Ternate y Tidore, lucharon entre sí por el control del lucrativo comercio de especias. El Clavo de olor ha sido transportado y replantado en todo el mundo por lo cual la demanda de esta especia original ha bajado en las islas.

## Territorio y población
La población de la provincia, en el censo de 2020, era de 1.282.937 personas repartidas en ocho regencias y dos ciudades, pero a mediados de 2022 esto era oficialmente se estima que ha llegado a 1.319.338. La regencia de Halmahera Meridional es la que tiene mayor población, con 248.395 personas en 2020 o el 19,36% de la población total de la provincia, seguida de la ciudad de Ternate, con 205.001 personas en 2020 (el 15,98)%, mientras que la regencia que tiene la menor población es Halmahera Central, con 56.802 personas (sólo el 4,43%).
La tasa de crecimiento demográfico anual promedio en las Molucas Septentrionales fue del 2,07% entre 2010 y 2020. La regencia de la Isla de Morotai fue la región con la tasa de crecimiento poblacional anual más alta (3,40% anual), mientras que la zona con la tasa de crecimiento poblacional anual más baja fue Ternate (0,96% anual).
Como tiene una extensión de 31.982,5 kilómetros cuadrados y una población de 1.282.937 personas en 2020, la densidad poblacional en las Molucas septentrionales es de 40 habitantes por kilómetro cuadrado. La zona con mayor densidad fue Ternate (1.840 habitantes por kilómetro cuadrado), mientras que la región con la menor densidad fue Halmahera Oriental (sólo 14 habitantes por kilómetro cuadrado).

### Grupos étnicos
La población de la provincia es muy diversa. En total, en las Molucas septentrionales hay alrededor de 28 grupos étnicos e idiomas, que se dividen en dos familias de lenguas según el idioma utilizado, a saber, el austronesio y el papú. Los grupos austronesios viven en las partes central y oriental de Halmahera, e incluyen a los pueblos buli, maba, patani, sawai y weda. El norte y el oeste de Halmahera están dominados por grupos étnicos de habla papú, como los galela, tobelo, loloda, lobaru, modole, togutil, pagu, waioli, ibu, sahu, ternate y tidore. En las Islas Sula viven varios grupos étnicos como los pueblos kadai, mange y siboyo.

### Religiones
La mayor parte de la población en las Molucas septentrionales es musulmana (74'28%). la principal minoría es la cristiana (24'90%), de los cuales la mayoría son protestantes (23,96%), mientras que sólo el 0'68 son católicos. Una pequeña parte de la población practica el Hinduismo (0,01%), el Budismo (0,01%) y otras religiones.